# XAGE2
XAGE2 (англ. X antigen family member 2) – білок, який кодується однойменним геном, розташованим у людей на короткому плечі X-хромосоми. Довжина поліпептидного ланцюга білка становить 111 амінокислот, а молекулярна маса — 12 354.
| 10         |  | 20         |  | 30         |  | 40         |  | 50         |
| ---------- |  | ---------- |  | ---------- |  | ---------- |  | ---------- |
| MSWRGRSTYR |  | PRPRRSLQPP |  | ELIGAMLEPT |  | DEEPKEEKPP |  | TKSRNPTPDQ |
| KREDDQGAAE |  | IQVPDLEADL |  | QELCQTKTGD |  | GCEGGTDVKG |  | KILPKAEHFK |
| MPEAGEGKSQ |  | V          |  |            |  |            |  |            |

A: Аланін

C: Цистеїн

D: Аспарагінова кислота

E: Глутамінова кислота

F: Фенілаланін

G: Гліцин

H: Гістидин

I: Ізолейцин

K: Лізин

L: Лейцин

M: Метіонін

N: Аспарагін

P: Пролін

Q: Глутамін

R: Аргінін

S: Серин

T: Треонін

V: Валін

W: Триптофан